# Црква брвнара у Чукојевцу
Црква брвнара у Чукојевцу, посвећена Богородичином покрову, подигнута је 1780. године. Због зидања нове цркве на истом месту, брвнара је премештена и преправљена 1903. године. 

## Историјат
Село Чукојевац налази се 12 километара од Краљева, у доњем делу Гружанског басена. Овај простор је био континуирано насељен од преисторије. На локалитету Округлица нађени су трагови неолитског насеља, на локалитету Градиште је пронађено утврђење и остаци од 3. до 6. века, а у Пањевцу су нађени остаци из доба Рима. Средњовековно насеље са црквином и гробљем налазило се на оближњој Ћирковској коси. У турским катастарским пописима Чукојевац се не помиње, већ је убележен само суседни Витановац. На аустријској карти израђеној 1717/18. године, види се да је територија данашњег Чукојевца била у оквиру села Витановац. У првој половини 19. века село је припадало Кнежини гружанској, односно Крагујевачкој нахији.
Цркву брвнару у Чукојевцу је 1826. године посетио Јоаким Вујић. Он је забележио да је црква посвећена Богородичином покрову. Он је њу назвао витановачком црквом, али како тада у Витановцу није било цркве, може се закључити да је ова црква опслуживала и Витановац и Чукојевац. Године 1839, у време преношења моштију Стефана Првовенчаног из Каленића у Студеницу, једно од места кроз које је кивот ношен је био и Чукојевац. Тада се народ окупио у порти цркве.
Митрополит Михаило је цркву у Чукојевцу у свом шематизму из 1874. године уврстио у Окружје крагујевачко, наводећи да је подигнута 1780. године. У шематизму из 1895. није наведена година градње, али је забележено да је црква стара више од 100 година и да је подигнута од брвана. Сава Дечанац, епископ жички, забележио је исту годину градње као митрополит Михаило.  Као што је случај и са другим црквама брвнарама, и за ову у Чукојевцу су везане легенде о прелетању цркве. Према једној, ова црква се до Велике сеобе Срба налазила на месту Црквине на Ћирковској коси, а затим је због опасности од Турака прелетела на данашње место. По другој верзији, црква је долетела са прекоморског села Липове.

## Изглед
Ова црква је једнобродна грађевина, малих димензија са скромним декоративним елементима. Издуженог је правоугаоног облика, са олтарском апсидом на источној страни. Споља је првобитно имала отворени трем. Постављена је на низак темељ, зидан каменом. На њега належу греде темељаче, тако да је црква одигнута од земље. Таваница је сада равна и њу образују унизани шашовци, по један ред између попречних греда, чија је дужина једнака њиховом размаку. Кровна конструкција је изведена на две воде и састоји се од рогова, везаних у слемену, који излазе из венчаница, ван равни зидова. На тај начин је формирана стреха око грађевине. Данашњи нагиб крова је нижи, што је последица мењања шиндре ћерамидом. У слеменима крова постављена су два стара гвоздена крста. Црква је израђена од храстовог дрвета из Гружанског басена. Унутрашњост цркве чине олтарски простор, наос и припрата. Црква има двоја врата, са западне и са северне стране и осветљена је помоћу пет прозорских отвора. Приликом последњих конзерваторских радова читава површина за иконостас подашчана је и затворена, што не одговара првобитној концепцији.
Најстарија икона коју црква има је са краја 18. века, времена грађења цркве, и на њој су представљени Богородица и мали Христ. Рад је непознатог зографа са југа, из Грчке или Македоније, и израђена је темпером на дрвету. Иконе на иконостасу су рад непознатог зографа, а датирају из 1847. године. То су два медаљона која су се налазила лево и десно од крста са Распећем, који је изгубљен. На њима су представљене стојеће фигуре Богородице и Светог Јована Богослова. Сада се на иконостасу налазе и престоне иконе Богородице са малим Христом, Исуса Христа и икона Свете Тројице, које је радио уметник из народа, али су без сигнатуре. Иконе на дверима радио је такође непознати мајстор, а највероватније потичу са почетка 20. века.
Од богослужбених предмета треба поменути бронзани целивајући крст и бронзано кандило, оба из 19. века. У чукојевачкој цркви се налази и плаштаница из 1864. године, првобитно власништво Цркве Свете Тројице у Краљеву. Најстарије богослужбене књиге у власништву ове цркве потичу из 18. века и штампане су у Русији, Будиму и Београду.